# Aéroport international Alejandro-Velasco-Astete
Pour les articles homonymes, voir CUZ.
L'aéroport international Alejandro-Velasco-Astete (code IATA : CUZ • code OACI : SPZO) est le deuxième plus important aéroport du Pérou. Il est situé approximativement au centre du territoire de la ville de Cuzco, située au sud-est du Pérou et principale ville touristique du pays, et à environ cinq kilomètres au sud-est du centre historique. Il reçoit des vols intérieurs et quelques vols internationaux. Aujourd'hui, il fonctionne avec un nombre limité de vols en raison de son emplacement dangereux au cœur de la ville. Malgré ces restrictions, l'aéroport a été utilisé par 1 288 200 passagers en 2009, selon les statistiques de la Société péruvienne des aéroports et de l'aviation civile. Ce chiffre en fait l'aéroport le plus utilisé au Pérou après l'aéroport international Jorge-Chávez de Lima. Actuellement, l'aéroport fait l'objet d'études visant à mettre en œuvre des systèmes d'aides pour permettre le décollage et l'atterrissage de nuit.
L'aéroport est la principale porte d'entrée de la ville de Cuzco, qui est un passage incontournable pour atteindre les ruines du Machu Picchu.

## Origine du nom
L'aéroport a été nommé en l’honneur du pilote péruvien Alejandro Velasco Astete qui a été la première personne à franchir les Andes en 1925. Son vol partait de Lima pour arriver à Cuzco. En septembre de cette même année, il a perdu la vie lors d'un vol de démonstration au meeting aérien de la ville de Puno. Il a perdu le contrôle de son avion et s'est écrasé en tentant d'éviter des spectateurs. Il est mort sur le coup.

## Histoire
À la fin des années 1990, American Airlines effectuait des liaisons New York (JFK)-Cuzco via Lima. Toutefois, ces vols ont été abandonnés en raison des services limités de l'aéroport et des installations, ainsi que le refus du gouvernement péruvien d'accorder des droits supplémentaires de transport de passagers entre Lima et Cuzco. American Airlines détient toujours les droits sur cette route et peut donc reprendre les vols au bon vouloir de sa direction.
Dans le passé, l'aéroport accueillait des vols internationaux vers La Paz, opéré par Lloyd Aéreo Boliviano. Cependant, après la faillite de cette compagnie dans le début des années 2000, la route a été reprise par Aerosur, qui dessert également la ville de Santa Cruz de la Sierra grâce à l'aéroport international de Viru Viru. L'aéroport a également accueilli des vols en provenance de la ville d'Arica au Chili, exploité par la défunte compagnie aérienne chilienne Ladeco (es).
Il y a eu un certain nombre de discussions sur la construction d'un nouvel aéroport (es), à deux kilomètres à l'ouest du village de Chinchero et à une trentaine de kilomètres au nord-ouest de Cuzco, pour remplacer Alejandro-Velasco-Astete. Mais le projet n'a pas encore vu le jour en raison du manque de ressources financières et une controverse autour de l'emplacement. Sa construction pourrait détruire une partie importante de l'environnement naturel de Cuzco et sa région qu'est la plaine d'altitude de Chinchero. Toutefois, le gouvernement péruvien a, malgré tout, lancé en août 2010 l'appel d'offres pour la construction de l'aéroport. L'annonce a été faite en juillet 2016 que les travaux devraient débuter dans les mois suivants. Une fois achevé, il sera presque aussi grand que celui de Lima, entièrement moderne et pouvant fonctionner 24 heures sur 24, 7 jours par semaine et 98 % de l'année.

## Situation
| Andahuaylas Anta Arequipa Ayacucho Cajamarca Chiclayo Cuzco Iquitos Jaén Jauja Juliaca Lima Piura Pucallpa Puerto · Maldonado Tacna Talara Tarapoto Tingo María Trujillo Tumbes |

## Statistiques
Pour des raisons techniques, il est temporairement impossible d'afficher le graphique qui aurait dû être présenté ici.

Voir la requête brute et les sources sur Wikidata.

### Zoom sur l'impact du covid de 2019-2020
Pour des raisons techniques, il est temporairement impossible d'afficher le graphique qui aurait dû être présenté ici.

Voir la requête brute et les sources sur Wikidata.

## Équipement

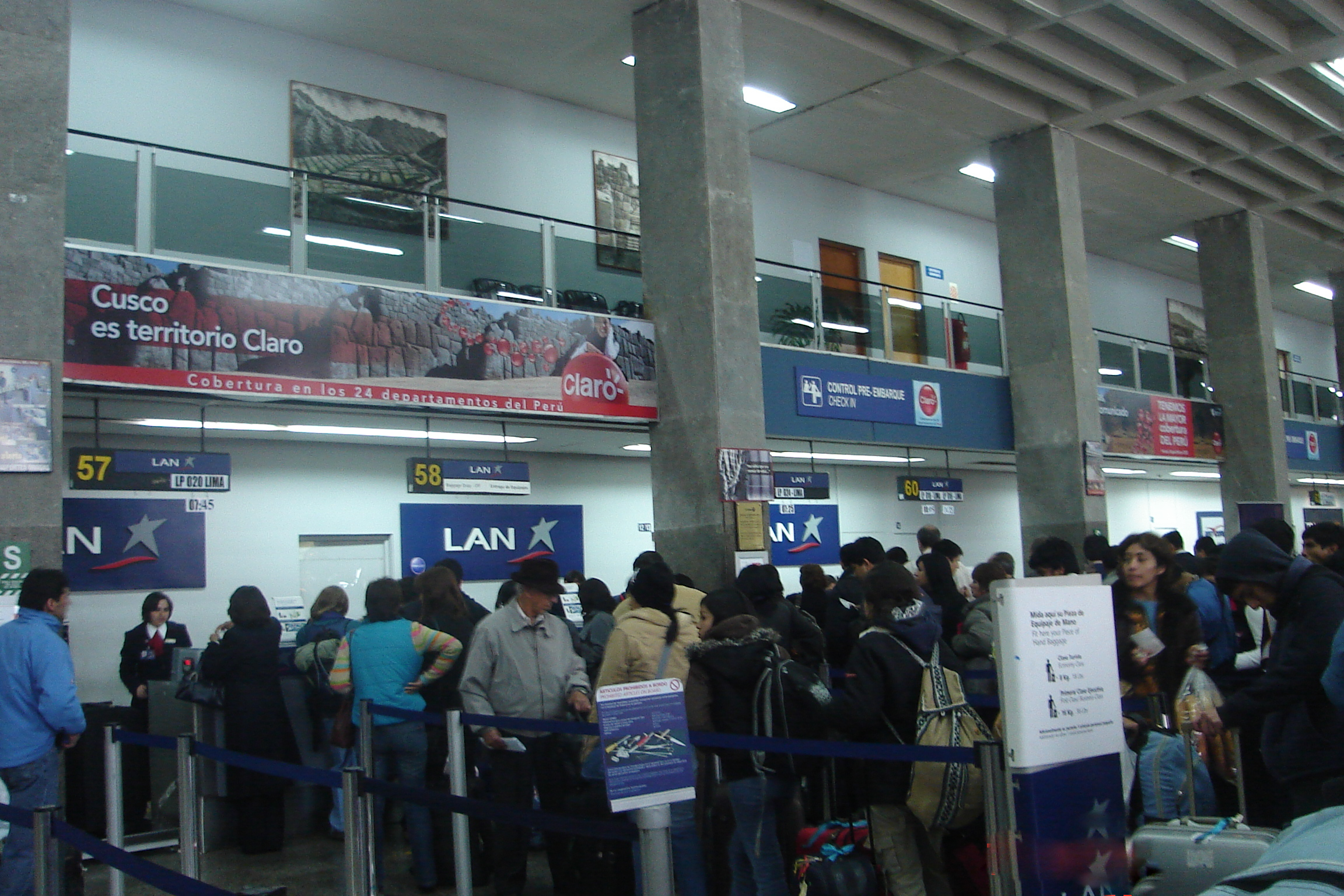
Enregistrement de l'aéroport de Cuzco.

L'aéroport de Cuzco est équipé de tout le confort nécessaire pour répondre efficacement aux nombreuses attentes des touristes qui y transitent ou qui visitent la ville. Il a été le premier du pays dans lequel des passerelles d'embarquement ont été installées.
La piste est recouverte d'asphalte. Elle est longue de 3 400 m et une large de 45 m. Cela lui permet d'accueillir des gros porteurs, en particulier le Boeing 747.

## Accident
Le 9 août 1970, le vol LANSA 502 (en), s'est écrasé peu après son décollage de l'aéroport de Cuzco, tuant 99 des 100 personnes à bord, ainsi que deux personnes au sol. L'avion était un quadrimoteur Lockheed L-188 Electra équipé de turbopropulseurs. Actuellement c'est toujours l'accident le plus meurtrier de l'histoire de l'aviation du Pérou. 49 des passagers étaient des étudiants de Buffalo (New York), qui visitaient le Pérou dans le cadre d'un échange. L'enquête a révélé que l'accident a été causé par une erreur de pilotage et une mauvaise maintenance. La compagnie aérienne a été suspendue et condamnée à payer une amende par le gouvernement péruvien. Un mémorial - une grande croix blanche avec une plaque - a été érigé pour les victimes près du site de l'accident, dans les hauts de San Jeromino, à environ quatre kilomètres et demi à  l'est de l'aéroport.

## Compagnies aériennes et destinations
| Compagnies       | Destinations |
| ---------------- | --- |
| Avianca          | Bogota-El Dorado, La Paz-El Alto |
| JetSmart Perú    | Arequipa-R. Ballón, Lima-J. Chávez |
| LATAM Perú       | Arequipa-R. Ballón, Ayacucho-Mendívil Duarte (en), Lima-J. Chávez, Puerto Maldonado-Padre Aldamiz (en), Santiago du Chili-A.-M.-Benítez |
| Sky Airline Peru | Lima-J. Chávez |

Édité le 20/10/2017  Actualisé le 11/12/2023

## Sources
- (en) Cet article est partiellement ou en totalité issu de l’article de Wikipédia en anglais intitulé « José Martí International Airport » (voir la liste des auteurs).

- (pt) Cet article est partiellement ou en totalité issu de l’article de Wikipédia en portugais intitulé « Aeroporto Internacional Alejandro Velasco Astete » (voir la liste des auteurs).